# ポートランド・ルイストン・インターアーバン
ポートランド・ルイストン・インターアーバン (Portland-Lewiston Interurban Railroad) は、アメリカ合衆国北東部のメイン州に存在したインターアーバン電気鉄道。

## 概要
ポートランド・ルイストン・インターアーバンは、ニューイングランド北東部のメイン州ポートランドとルイストンの間、50kmを結ぶインターアーバン路線として1914年に開通した。両都市はメイン州の代表的な都市で、多くの建設計画が立案されていたのだが、1901年～1908年のインターアーバンの建設ブームの間に建設された路線はなく、第一次世界大戦直前の開通は異例の遅さである。
ニューイングランドの電気鉄道路線のほとんどはルーラル・トロリーと呼ばれる低規格の路線で、メイン州においても州北東部のウォーターズビルやオーガスタからポーツマスに至る路線が1905年頃までには完成していたが、その規格は低く、都市間移動には使い物にならなかった。これに対し、この路線は、中西部のインターアーバンの水準で建設され、特急電車はこの区間を1時間20分という比較的高速で結んだ。沿線人口が少なかったために、当初の運行電車のほとんどが特急電車であったが、後に州の鉄道委員会の勧告により普通電車も運行している。運行間隔はおよそ1時間ほどであった。
1930年以降、会社は慢性的な経営難に陥った。新型車両による経営立て直し策も検討されたものの結局実行される事はなく、わずか19年の経営の後、1933年に路線は廃止された。

## 車両とその復元工事
この会社の保有する旅客車両は9両にすぎなかったが、現在に至るまで様々な話題を提供している。
車両は大型木造車であったが、1916年、他社に先駆けてスライダー式のトロリーポールを採用した。これは、架線との接触部分をコロから金属板に取り替え、信頼性を高めた集電装置である。また、ウェスティングハウス製の高性能の電気連結器の導入を他社に先駆けて行ったりもしていた。
この路線はインターアーバン路線としては小規模であったが、ニューイングランドでは例外的な高規格の路線であったために、メイン州の電車の収集を専門に行っているシーショア・トロリー・ミュージアム (Seashore Trolley Museum) が1969年に車両を取得、現在14号「ナルシサス」の復元を行っている。
この際、復元に必要な部品を調達するために、広島電鉄の1993年に廃車となった鉄道線車両、1090形1093号車の台車（ボールドウィン79A型）と電装部品が2002年、広島電鉄より寄贈され、海を渡って里帰りをすることになった。